# Morris Almond
Morris Almond (ur. 2 lutego 1985 w Dalton w stanie Georgia) – amerykański koszykarz, niski skrzydłowy. Został wybrany z numerem 25 draftu NBA do drużyny Utah Jazz.

## Kariera
Almond grał w swoim pierwszym sezonie w NBA średnio 4,3 minuty w 9 meczach. 2 grudnia 2008 ustanowił swój rekord, notując 12 punktów przeciwko Sacramento Kings. Pierwsze punkty w NBA zdobył 8 stycznia 2008 przeciwko Indiana Pacers. Tamtego wieczoru Almond zdobył 2 punkty, przy skuteczności 20% (1 trafienie na 5 prób). Jednakże Morris Almond większość swojego pierwszego sezonu spędził w drużynie ligi D-League Utah Flash, gdzie notował średnio 25,6 punktu na mecz (najwięcej w całej lidze). W piątym meczu w barwach Utah Flash, 21 grudnia 2007 roku, ustanowił rekord ligi, zdobywając 51 punktów. Później w meczu przeciwko Bakersfield Jam pobił swój rekord zdobywając 53 punkty. 
18 września 2009 roku, Almond podpisał kontrakt z Orlando Magic. Później grał jeszcze dla kolejnej drużyny D-League Maine Red Claws, po czym przeniósł się do hiszpańskiego Realu Madryt.